# Banyuls-sur-Mer

Banyuls-sur-Mer (catalană Banyuls de la Marenda) este o comună din Franța din departamentul Pyrénées-Orientales și regiunea Languedoc-Roussillon.

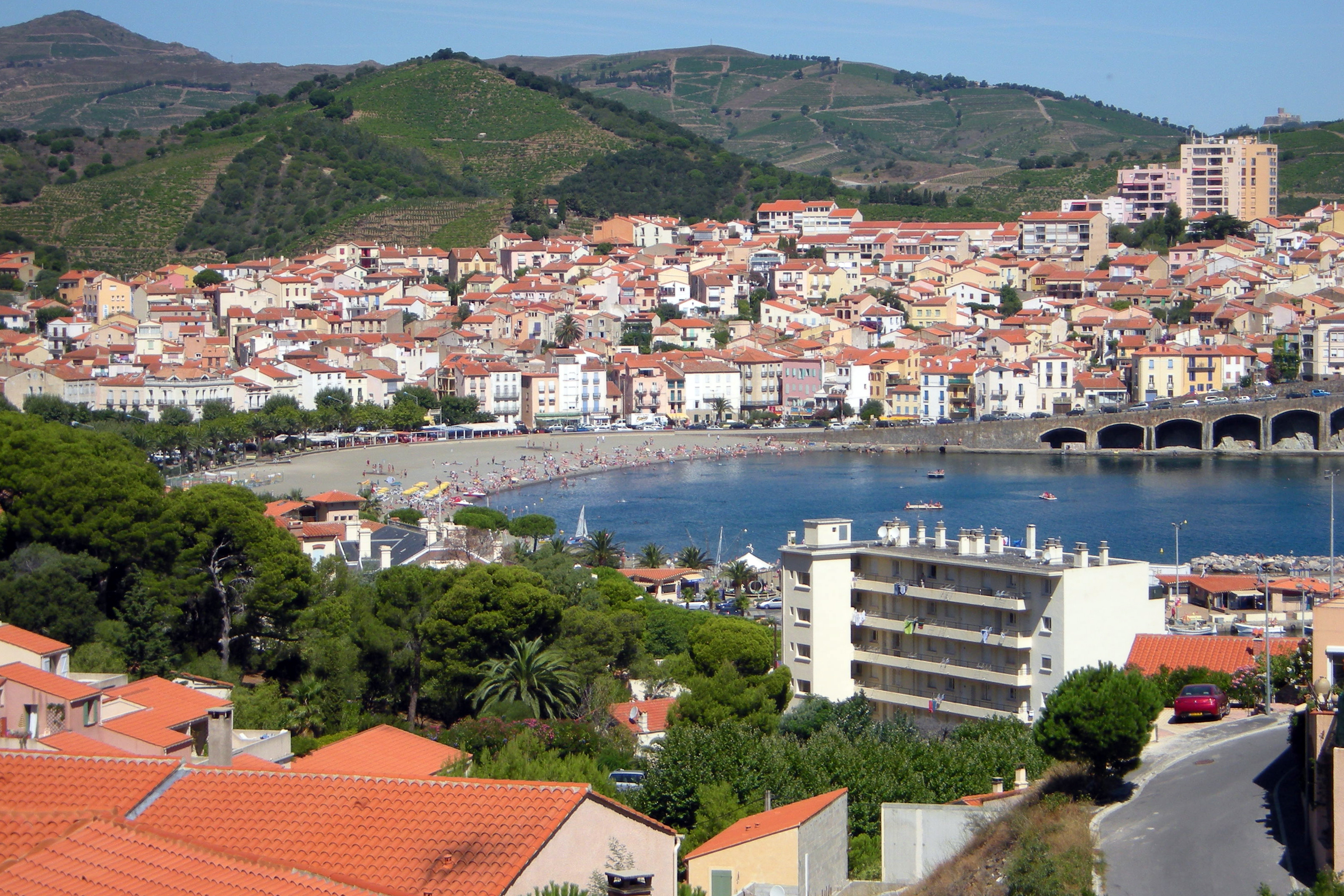
Banyuls-sur-Mer

1. ↑  répertoire géographique des communes, accesat în 26 octombrie 2015
2. ↑  dataset of postal codes in France, 1 octombrie 2018